# 고고70
"고고70"은 1970년대의 한 음악 그룹의 이야기를 다룬 영화이다.

## 줄거리
모든 것이 '금지'로 휩싸인 1970년대. 야간 통행 금지로 숨이 죽어 있던 대한민국의 밤을 뜨겁게 달군 주인공은 바로 전설의 음악 그룹 '데블스'. 영혼이 충만한 보컬 상규와 감각이 넘치는 기타 만식, 여기에 화려한 패션과 댄스로 관중을 사로잡은 트랜드 리더 미미는 밤새도록 음악을 즐기는 젊은이들로 넘쳐나는 고고 클럽 열풍 속에 금지된 밤 문화의 중심에 서서 폭발적인 인기를 얻게 된다. 그러나 그들의 뜨거운 밤은 예상치 못한 사건으로 위기를 맞게 된다. 어김없이 사이렌이 울리는 대한민국의 자정에도 그들의 공연은 계속된다.

## 캐스팅
- 조승우 : 데블스 보컬, 상규 역
- 신민아 : 와일드걸즈 리더, 미미 역
- 차승우 : 데블스 기타, 만식 역
- 이성민 : 주간서울 주간/팝 칼럼니스트, 이병욱 역
- 손경호 : 데블스 드럼, 동근 역
- 최민철 : 데블스 트럼펫, 동수 역
- 김민규 : 데블스 베이스, 경구 역
- 홍광호 : 데블스 섹소폰, 준엽 역
- 임영신 : 병태 역
- 김수정 : 와일드걸즈, 영자 역
- 윤채연 : 와일드걸즈, 기복 역
- 민복기 : 닐바나 사장 역
- 유창숙 : 동수 엄마 역
- 이상용 : 남대문 수사관 역
- 홍석빈 : 데블스 수사관 1 역
- 조덕제 : 데블스 수사관 2 역
- 권정민 : 유치장 경찰 역
- 진용국 : 민요가수 김 선생 역
- 김재록 : 녹음기사 역
- 권혁풍 : 음악살롱 사장 역
- 황연희 : 백인클럽 사장 역
- 이예리 : 드럼 양공주 / 고고족 역
- 윤정연 : 미미춤 양공주 역
- 장미연 : 미미춤 양공주 역
- 오지은 : 싸우는 양공주 역
- 이종윤 : 도박하는 밴드 역
- 금기종 : 도박하는 밴드 역
- 박수조 : 유치장 형사 역
- 김종언 : 박쥐떼 역
- 이하늘 : 박쥐떼 역
- 김형진 : 박쥐떼 역
- 이소희 : 강남 여대생 역
- 이예림 : 강남 여대생 역
- 김인희 : 강남 여대생 역
- 남상란 : 강남 여대생 역
- 이도우 : 강남 여대생 역
- 김선기 : 강남 여대생 역
- 김명기 : 이병욱 수사관 역
- 이시은 : 이병욱 수사관 역
- 임형태 : 영자 아빠 역
- 김문영 : 이병욱 팬 역
- 이맑음 : 이병욱 팬 역
- 오선화 : 이병욱 팬 역
- 홍상진 : 스캇맨 역
- 최평웅 : 대한뉴스 아나운서 역
- 조하늬 : 고고족 역
- 지수 : 고고족 역
- 원종철 : 고고족 역
- 김소희 : 고고족 역
- 정정인 : 고고족 역
- 배단희 : 고고족 역
- 김진주 : 고고족 역
- 설윤정 : 고고족 역
- 유주진 : 고고족 역
- 이경훈 : 고고족 역
- 윤형종 : 고고족 역
- 양진혁 : 고고족 역
- 서울전자음악단 : uncredited, 휘닉스 역 (우정출연)
- 신윤철 : 휘닉스 리더, 심하연 역 (우정출연)
- 신석철 : 휘닉스 멤버 역 (우정출연)
- 김정욱 : 휘닉스 멤버 역 (우정출연)
- 권오석 : 휘닉스 멤버 역 (우정출연)
- The Canvas : uncredited, 템퍼스 역 (우정출연)
- 이지형 : 템퍼스 보컬, 장헌 역 (우정출연)
- 정무진 : 템퍼스 멤버 역 (우정출연)
- 정지훈 : 템퍼스 멤버 역 (우정출연)
- 유지훈 : 템퍼스 멤버 역 (우정출연)
- 이민재 : 템퍼스 멤버 역 (우정출연)
- 박영규 : 템퍼스 멤버 역 (우정출연)

## 제작진
- 감독 - 최호
- 각본 - 최호, 백배정, 김수경, 방준석
- 제작사 - (주)보경사
- 투자사 - 제공: 쇼박스㈜미디어플렉스, 유나이티드픽쳐스㈜ / 공동제공: SOVIC, KNTV, 대신벤처캐피탈, 미시간벤처캐피탈
- 배급사 - 쇼박스㈜미디어플렉스
- 제작자 - 심보경
- 제작투자 - 유정훈, 이태헌
- 공동투자 - 박현태, 전상민, 강탁영, 조일형
- 프로듀서 - 이종호, 박재현
- 촬영 - 김병서
- 조명 - 신경만
- 편집 - 김상범(김상범편집실), 김재범(김상범편집실)
- 음악 - 방준석
- 미술 - 조근현(마늘프로덕션)
- 세트제작 - 윤일랑(난든집), 김광섭(난든집)
- 의상 - 최세연
- 분장/헤어 - 송종희
- 동시녹음 - 박종근(사운드 스피드)
- 사운드(음향) - 김석원(BLUECAP), 김창섭(BLUECAP)
- 특수효과책임 - 하승남(아프로)
- 특수시각효과 - 정성진(EON)
- 무술감독 - 박정률(베스트스턴트팀)
- 조감독 - 정철민
- 현장스틸 - 홍석창, 강도형
- 음악감수 - 이봉수(비트볼뮤직), 서준호
- 작사, 작곡, 편곡 - 방준석(복숭아)
- 보컬 - 조승우, 신민아, 차승우, 홍광호
- 기타 - 차승우, 조승우
- 드럼 - 손경호
- 트럼펫 - 최민철, 임영식, 김동하
- 베이스 - 김민규
- 색소폰 - 홍광호, 장효석
- 트롬본 - 이한진
- 코러스 - 조승우, 차승우, 손경호, 최민철, 김민규, 홍광호, 임영식
- 현장녹음 - 박병준(PLK Enterprise), 김동훈, 김우현(PLK Enterprise), 정명선
- 녹음&믹싱 - Velvet Studio PLK Studio
- 녹음엔지니어 - 김우현
- 믹싱엔지니어 - 박병준, 김동훈
- 현장라이브음악믹싱 - 김석원

## 사운드트랙
- 조승우와 데블스 고고 70 디지털 싱글 (2008년 8월 18일)
- 조승우와 데블스 고고 70 O.S.T (2008년 9월 29일)

## 수상 내역
- 제7회 대한민국 영화대상 (2008) - 음악상(방준석)
- 제17회 이천춘사대상영화제 (2009) - 신인남우상(차승우), 여우주연상(신민아)
- 제29회 청룡영화상 (2008) - 음악상(방준석)
- 제32회 황금촬영상 시상식 (2009) - 신인남우상(차승우)